# ريو إفاي
ريو إيفاي (Rio Ivaí) هو أحد الأنهار الرئيسية في جنوب البرازيل يوجد ب ريو غراندي دو سول بالبرازيل، ويُعتبر ثاني أطول نهر في ولاية بارانا وليس في ريو غراندي دو سول كما يُعتقد أحيانًا. ينبع النهر من المرتفعات الداخلية لولاية بارانا، ويتدفق شمال غربًا عبر مناطق شاسعة من الغابات والسافانا البرازيلية قبل أن يصب في نهر بارانا العظيم، أحد أكبر أنهار أمريكا الجنوبية. يتميّز هذا النهر بتنوعه البيئي، وغناه بالأنواع النباتية والحيوانية، كما يُعد مصدرًا هامًا للمياه العذبة، والملاحة المحدودة، والطاقة الكهرومائية في جنوب البلاد.

## الجغرافيا الطبيعية لنهر ريو إيفاي
يمتد نهر ريو إيفاي على مسافة تقارب 800 كيلومتر، مشكّلًا أحد أهم المجاري المائية في إقليم الجنوب البرازيلي. ينبع من منطقة جبلية تُعرف باسم Serra do Mar، ويمر عبر سلسلة من الهضاب والوديان الخصبة التي تُعرف تاريخيًا بإنتاجها الزراعي، خاصة الذرة وفول الصويا. خلال رحلته، يتلقّى النهر مياهًا من العديد من الروافد مثل نهر بيغوس (Rio Piquiri) ونهر إيليو (Rio Ivaizinho)، ما يجعله نهرًا ذا تصريف قوي ومتنوع في خصائصه الهيدرولوجية.

## التنوع البيئي والحياة البرية
يشكّل حوض نهر ريو إيفاي موئلًا طبيعيًا لعدد كبير من الكائنات الحية، ويضم مناطق غابات مطيرة استوائية، وأراضي رطبة، وسهول فيضية تزخر بالتنوع الحيوي. تُوجد في محيط النهر أنواع نادرة من الطيور، مثل الطوقان (Tucano) والببغاوات الزرقاء (Arara Azul)، إضافة إلى الأسماك المحلية التي تُعتبر أساسًا مهمًا لمعيشة المجتمعات التقليدية.
مع ذلك، فإن هذا النظام البيئي الهش يواجه تهديدات متزايدة بسبب إزالة الغابات، والتوسع الزراعي، واستخدام المبيدات الحشرية، ما يتطلب جهودًا بيئية مستمرة لحمايته.

## الأهمية الاقتصادية والاجتماعية
يُعد نهر ريو إيفاي مصدرًا حيويًا للعديد من الأنشطة الاقتصادية في ولاية بارانا، أبرزها الزراعة، حيث تعتمد مزارع الذرة وفول الصويا وقصب السكر على مياهه للري. كما أن السدود الكهرومائية التي أنشئت على روافده تساهم في تغذية الشبكة الكهربائية المحلية، لا سيما سد كابيڤارا (Capivara Dam).
علاوة على ذلك، تُشكل ضفاف النهر منطقةً جذابة للسياحة البيئية، وتنتشر فيها قرى صغيرة تعيش من الصيد وتربية الحيوانات، ما يجعل من النهر شريانًا اجتماعيًا واقتصاديًا هامًا في المنطقة.

## التحديات البيئية ومخاطر الاستدامة
يواجه نهر ريو إيفاي جملة من التهديدات البيئية نتيجة النشاط البشري الكثيف، مثل إزالة الغابات لأغراض الزراعة، وتوسّع المستوطنات على ضفافه، وتصريف مياه الصرف الصحي والصناعي. كما أن التعرية الطميية أصبحت أحد أهم المشاكل، حيث تؤثر في جودة المياه وتؤدي إلى تغيّر في الموائل الطبيعية.
تسعى السلطات البرازيلية ومنظمات غير حكومية إلى حماية هذا النهر من خلال برامج إعادة التشجير، والمراقبة البيئية، وتوعية السكان المحليين بأهمية المحافظة على المورد المائي.